# 2022 FIFAワールドカップ・ヨーロッパ予選グループC
2022 FIFAワールドカップ・ヨーロッパ予選グループCは、 カタールで行われる2022 FIFAワールドカップ出場チームを決定するための予選のうち、欧州サッカー連盟 (UEFA) 加盟協会を対象としたヨーロッパ予選（一次予選）10グループのうちの1つ。ブルガリア、イタリア、リトアニア、北アイルランド、スイスの5協会で構成される。 ラウンドロビン形式のホーム・アンド・アウェー2回戦総当たりで対戦する。
グループ最上位チームはワールドカップ本大会出場が決定し、グループ2位のチームは2次予選に進みUEFAネーションズリーグ2020-21成績上位2チームを加えた12チームで3グループのトーナメントを戦い、各勝者が本大会出場権を得る。

## 順位表
| 順 | チーム         | 試 | 勝 | 分 | 敗 | 得 | 失 | 差  | 点 | 出場権                      |     | スイス | イタリア | 北アイルランド | ブルガリア | リトアニア |
| -- | -------------- | -- | -- | -- | -- | -- | -- | --- | -- | --------------------------- | --- | ------ | -------- | -------------- | ---------- | ---------- |
| 1  | スイス         | 8  | 5  | 3  | 0  | 15 | 2  | +13 | 18 | 2022 FIFAワールドカップ出場 |     | —      | 0–0      | 2–0            | 4–0        | 1–0        |
| 2  | イタリア       | 8  | 4  | 4  | 0  | 13 | 2  | +11 | 16 | 2次予選進出                 |     | 1–1    | —        | 2–0            | 1–1        | 5–0        |
| 3  | 北アイルランド | 8  | 2  | 3  | 3  | 6  | 7  | −1  | 9  |                             |     | 0–0    | 0–0      | —              | 0–0        | 1–0        |
| 4  | ブルガリア     | 8  | 2  | 2  | 4  | 6  | 14 | −8  | 8  |                             | 1–3 | 0–2    | 2–1      | —              | 1–0        |            |
| 5  | リトアニア     | 8  | 1  | 0  | 7  | 4  | 19 | −15 | 3  |                             | 0–4 | 0–2    | 1–4      | 3–1            | —          |            |

## 試合
対戦カードは、抽選の翌日の2020年12月8日にUEFAによって確認された。時間は特記なき限り中央ヨーロッパ時間(CET, UTC+1) / 中央ヨーロッパ夏時間(CEST, UTC+2) 表記 （現地時間が異なる場合は括弧内に表記）。
| 2021年3月25日 18:00 (19:00 UTC+2) |

| ブルガリア      | 1 – 3                       | スイス                                             |
| デスポドフ 46分 | Report (FIFA) Report (UEFA) | エンボロ 7分 · セフェロヴィッチ 10分 · ツバー 13分 |

| ヴァシル・レフスキ国立競技場, ソフィア · 観客数: 0 · 主審: ニコラ・ダバノヴィッチ ( モンテネグロ) |

| 2021年3月25日 20:45 |

| イタリア                            | 2 – 0                       | 北アイルランド |
| ベラルディ 14分 · インモービレ 39分 | Report (FIFA) Report (UEFA) |                |

| スタディオ・エンニオ・タルディーニ, パルマ · 観客数: 0 · 主審: アリ・パラビィク ( トルコ) |

| 2021年3月28日 20:45 (21:45 UTC+3) |

| ブルガリア | 0 – 2                       | イタリア                                 |
|            | Report (FIFA) Report (UEFA) | ベロッティ 43分 (pen.) · ロカテッリ 83分 |

| ヴァシル・レフスキ国立競技場, ソフィア · 観客数: 0 · 主審: スラヴコ・ヴィンチッチ ( スロベニア) |

| 2021年3月28日 21:00 |

| スイス       | 1 – 0                       | リトアニア |
| シャチリ 2分 | Report (FIFA) Report (UEFA) |            |

| キブンパルク, ザンクト・ガレン · 観客数: 0 · 主審: マティアス・ゲストラニウス ( フィンランド) |

| 2021年3月31日 20:45 (21:45 UTC+3) |

| リトアニア | 0 – 2                       | イタリア                                 |
|            | Report (FIFA) Report (UEFA) | センシ 48分 · インモービレ 90+4分 (pen.) |

| LFFスタディオナス, ヴィリニュス · 観客数: 0 · 主審: パウエル・ラクツコウスキー ( ポーランド) |

| 2021年3月31日 20:45 (19:45 UTC+1) |

| 北アイルランド | 0 – 0                       | ブルガリア |
|                | Report (FIFA) Report (UEFA) |            |

| ウィンザー・パーク, ベルファスト · 観客数: 0 · 主審: イーガル・フリッド ( イスラエル) |

| 2021年9月2日 20:45 |

| イタリア      | 1 – 1                       | ブルガリア    |
| キエーザ 16分 | Report (FIFA) Report (UEFA) | イリエフ 40分 |

| スタディオ・アルテミオ・フランキ, フィレンツェ · 観客数: 14,366 · 主審: セルダル・ゴズビュユク ( オランダ) |

| 2021年9月2日 20:45 (21:45 UTC+3) |

| リトアニア        | 1 – 4                       | 北アイルランド                                                                  |
| バラヴィカス 55分 | Report (FIFA) Report (UEFA) | バラード 20分 · ワシントン 52分 (pen.) · ラヴェリー 67分 · マクネア 82分 (pen.) |

| LFFスタディオナス, ヴィリニュス · 観客数: 1,612 · 主審: ステファニー・フラパール ( フランス) |

| 2021年9月5日 18:00 (19:00 UTC+3) |

| ブルガリア      | 1 – 0                       | リトアニア |
| チョチェフ 82分 | Report (FIFA) Report (UEFA) |            |

| ヴァシル・レフスキ国立競技場, ソフィア · 観客数: 2,503 · 主審: ジョン・ビートン ( スコットランド) |

| 2021年9月5日 20:45 |

| スイス | 0 – 0                       | イタリア |
|        | Report (FIFA) Report (UEFA) |          |

| ザンクト・ヤコブ・パルク, バーゼル · 観客数: 31,500 · 主審: カルロス・デル・セロ・グランデ ( スペイン) |

| 2021年9月8日 20:45 |

| イタリア                                                                                 | 5 – 0                       | リトアニア |
| キーン 11分, 29分 · （ウトクス） 14分 (o.g.) · ラスパドーリ 24分 · ディ・ロレンツォ 54分 | Report (FIFA) Report (UEFA) |            |

| マペイ・スタジアム＝チッタ・デル・トリコローレ, レッジョ・エミリア · 観客数: 10,578 · 主審: クレイグ・ポーソン ( イングランド) |

| 2021年9月8日 20:45 (19:45 UTC+1) |

| 北アイルランド | 0 – 0                       | スイス |
|                | Report (FIFA) Report (UEFA) |        |

| ウィンザー・パーク, ベルファスト · 観客数: 15,660 · 主審: ハラルド・レヒナー ( オーストリア) |

| 2021年10月9日 15:00 (16:00 UTC+3) |

| リトアニア                              | 3 – 1                       | ブルガリア      |
| ラシカス 18分 · チェルヌィフ 82分, 84分 | Report (FIFA) Report (UEFA) | デスポドフ 64分 |

| LFFスタディオナス, ヴィリニュス · 観客数: 2,526 · 主審: イェフヘン・アラノフスキー ( ウクライナ) |

| 2021年10月9日 20:45 |

| スイス                              | 2 – 0                       | 北アイルランド |
| ツバー 45+3分 · ファスナハト 90+1分 | Report (FIFA) Report (UEFA) |                |

| スタッド・ドゥ・ジュネーヴ, ジュネーヴ · 観客数: 19,129 · 主審: スラヴコ・ヴィンチッチ ( スロベニア) |

| 2021年10月12日 20:45 (21:45 UTC+3) |

| ブルガリア          | 2 – 1                       | 北アイルランド  |
| ネデレフ 53分, 63分 | Report (FIFA) Report (UEFA) | ワシントン 37分 |

| ヴァシル・レフスキ国立競技場, ソフィア · 観客数: 822 · 主審: アレクセイ・クルバコフ ( ベラルーシ) |

| 2021年10月12日 20:45 (21:45 UTC+3) |

| リトアニア | 0 – 4                       | スイス                                                            |
|            | Report (FIFA) Report (UEFA) | エンボロ 31分, 45分 · シュテフェン 42分 · ガヴラノヴィッチ 90+4分 |

| LFFスタディオナス, ヴィリニュス · 観客数: 1,806 · 主審: ティアゴ・マルティンス ( ポルトガル) |

| 2021年11月12日 20:45 |

| イタリア              | 1 – 1                       | スイス          |
| ディ・ロレンツォ 36分 | Report (FIFA) Report (UEFA) | ヴィドマー 11分 |

| スタディオ・オリンピコ, ローマ · 観客数: 45,699 · 主審: アンソニー・テイラー ( イングランド) |

| 2021年11月12日 20:45 (19:45 UTC±0) |

| 北アイルランド             | 1 – 0                       | リトアニア |
| （シャックス） 18分 (o.g.) | Report (FIFA) Report (UEFA) |            |

| ウィンザー・パーク, ベルファスト · 観客数: 14,336 · 主審: イシュトヴァーン・バド ( ハンガリー) |

| 2021年11月15日 20:45 (19:45 UTC±0) |

| 北アイルランド | 0 – 0                       | イタリア |
|                | Report (FIFA) Report (UEFA) |          |

| ウィンザー・パーク, ベルファスト · 観客数: 15,969 · 主審: イシュトヴァーン・コヴァーチ ( ルーマニア) |

| 2021年11月15日 20:45 |

| スイス                                                              | 4 – 0                       | ブルガリア |
| オカフォー 48分 · バルガス 57分 · イッテン 72分 · フロイラー 90+1分 | Report (FIFA) Report (UEFA) |            |

| スイスポルアレーナ, ルツェルン · 観客数: 14,300 · 主審: ブノワ・バスティアン ( フランス) |